# 物部神社 (大田市)

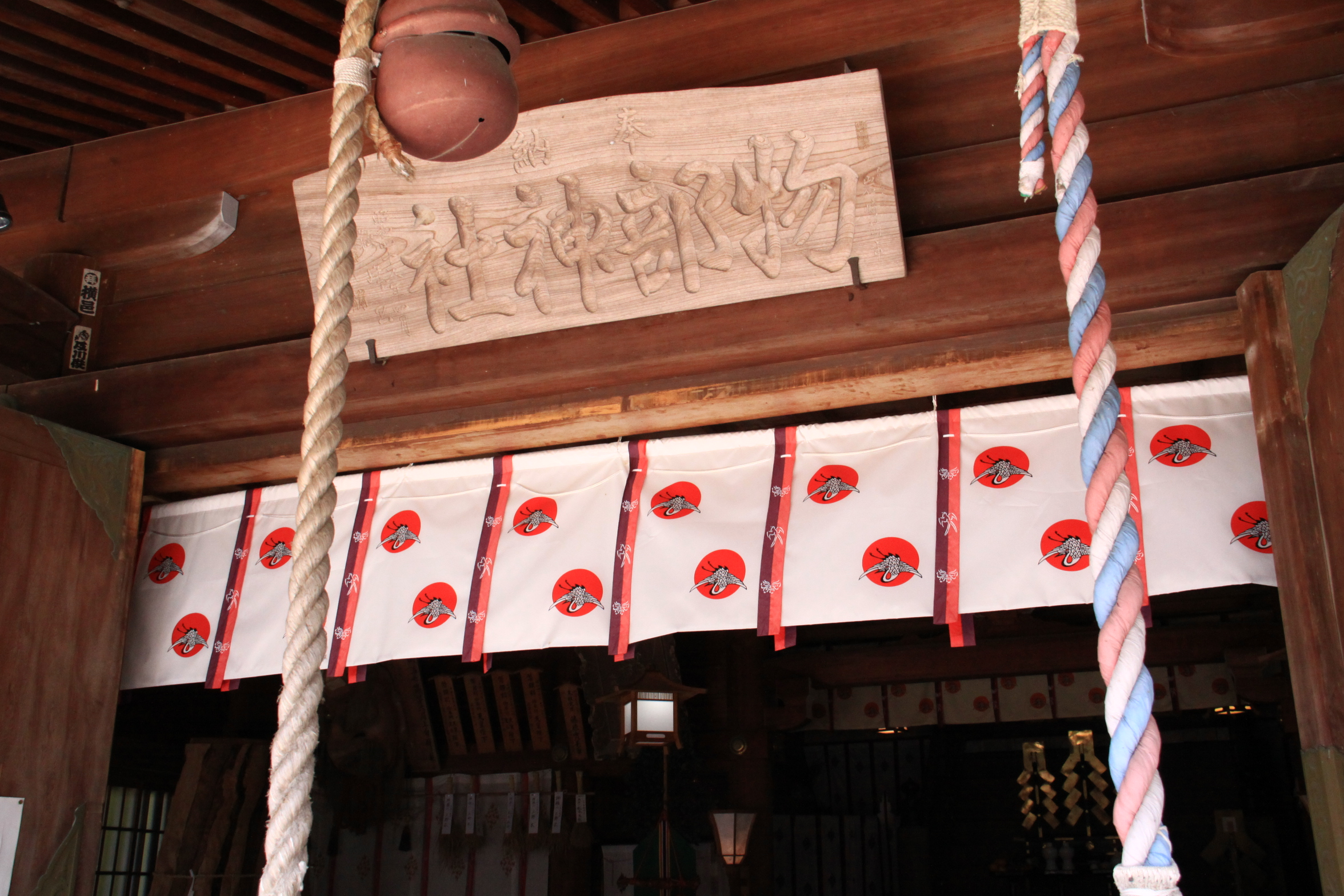
拝殿の扁額と幔幕
幔幕には神紋「日負鶴」があしらわれている。

物部神社（もののべじんじゃ）は、島根県大田市にある神社。式内社、石見国一宮。旧社格は国幣小社で、現在は神社本庁の別表神社。

## 概要
宮中でも行われる鎮魂祭を行うことで、石上神宮および彌彦神社と共に有名である。ただし宮中が行う11月22日でなく、11月24日に行われる。
祭神の宇摩志麻遅命が石見国に鶴に乗って降臨したとも伝えることから、当社の神紋は赤い太陽を背負った鶴の「日負鶴（ひおいづる）」となっている。また、宇摩志麻遅命は大日本帝国海軍の戦艦「石見」の守護神とされ、神像が艦内に祀られていた。この神像は後に当社へ奉納されている。

## 祭神
主祭神
宇摩志麻遅命 - 物部氏初代
相殿神（右座）
饒速日命 - 物部氏祖神で宇摩志麻遅命の父神
布都霊神 - 所有していた剣の霊神
相殿神（左座）
天御中主大神
天照皇大神
客座
別天津神と見られる5柱の神
鎮魂八神

## 歴史
社伝によれば、饒速日命の御子の宇摩志麻遅命は、神武天皇の大和平定を助けた後、一族を率いて美濃国・越国を平定した後に石見国で歿したという。宇摩志麻遅命は現在の社殿の背後にある八百山に葬られ、継体天皇8年（514年?）、天皇の命によって八百山の南麓に社殿が創建されたと伝えられる。
神階は貞観11年（869年）に正五位下に叙され、同17年（875年）に正五位上に、元慶元年（879年）に従4位下に、天慶4年（941年）に従四位上に昇叙した。延喜式神名帳では小社に列し、石見国一宮として歴代領主の崇敬を受けた。
社家については、景行天皇の時代に物部竹子連が石見国造に任ぜられ、その子孫は川合長田公を名乗り代々祭祀を行っていたというが、文治4年（1184年）金子家忠が安濃郡の地頭として赴いたときに子の道美が取って代わって当社の神主となり、以降金子氏が代々の祭祀を行うようになったという。戦前に金子氏は出雲大社の千家・北島両家や、日御碕神社社家（島根県出雲市大社町）の「小野家」と並び、全国14社家の社家華族（男爵）の一つに列する格式を有していた。

## 境内

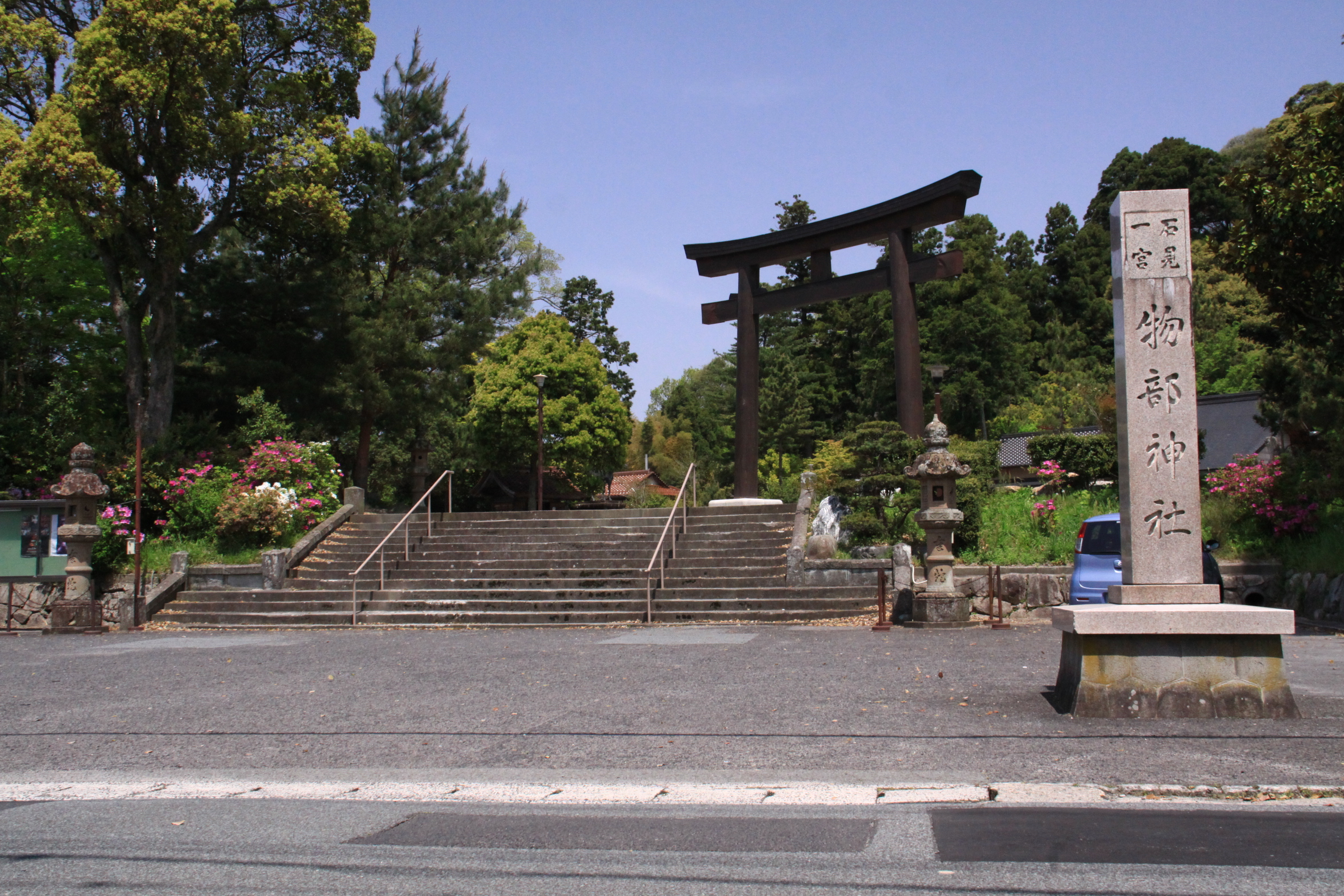
社名標と鳥居
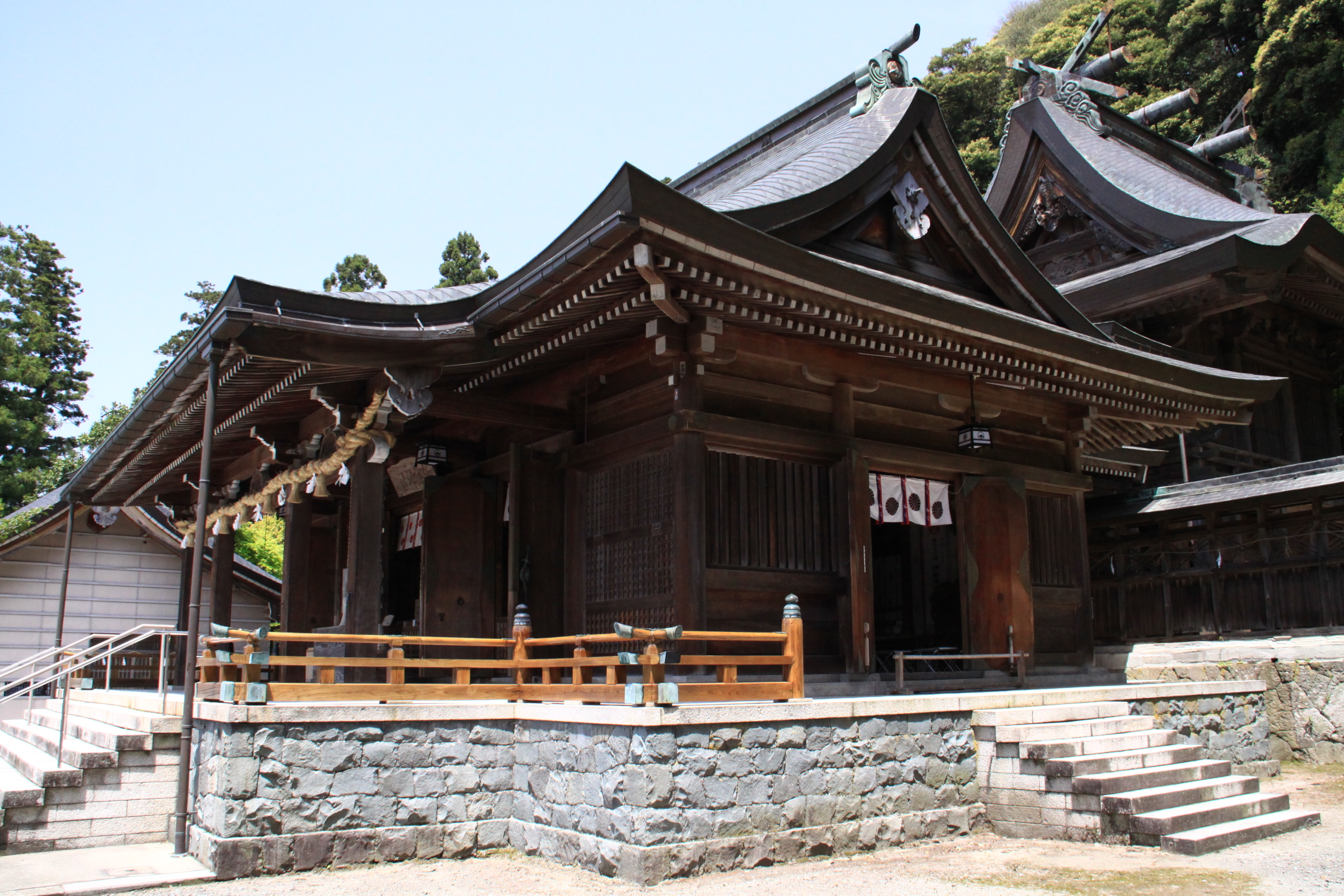
拝殿 昭和13年（1938年）の建立。
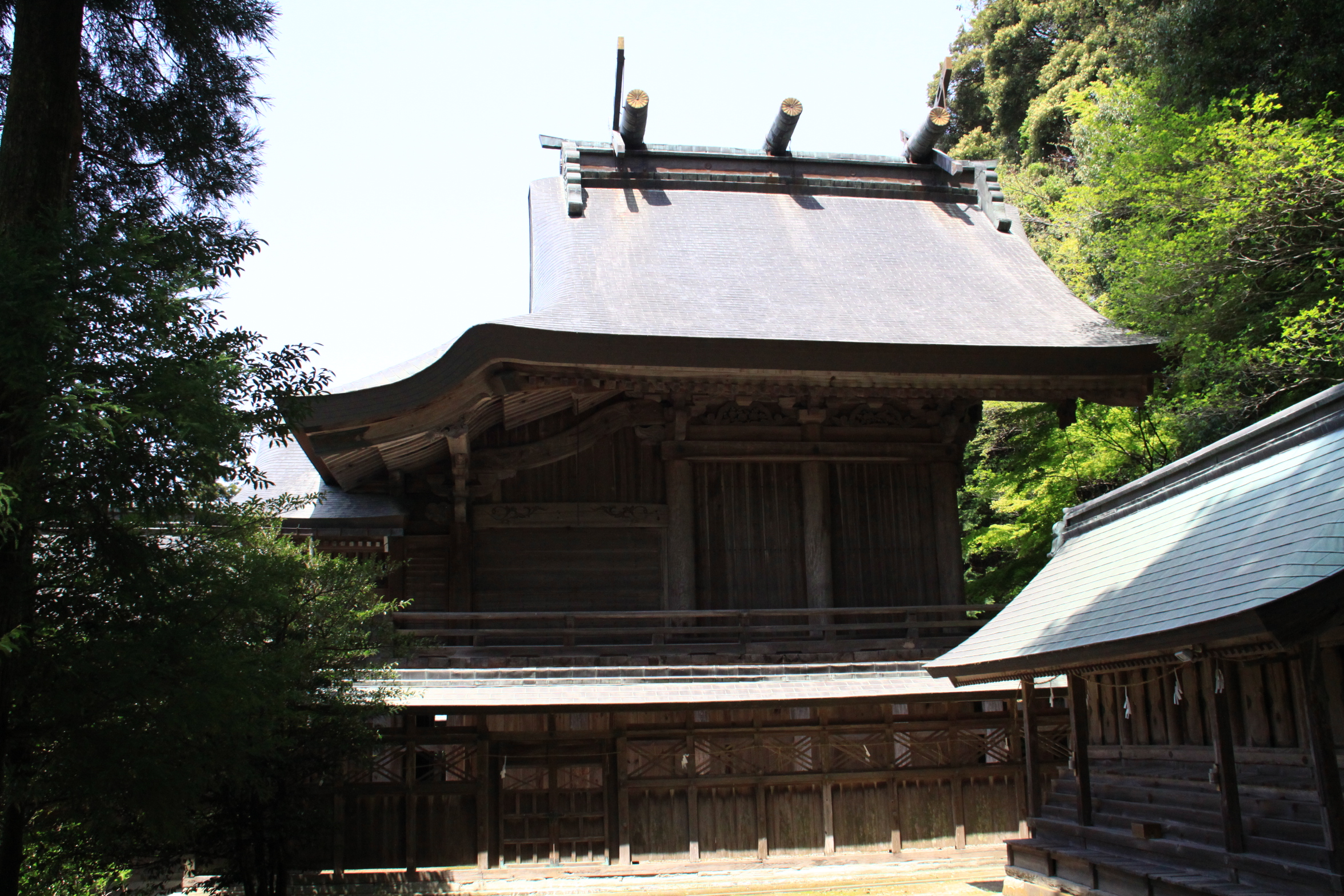
本殿 宝暦3年（1753年）に再建され、安政3年（1856年）に改築されたもので春日造の変形。昭和45年（1970年）10月27日に島根県指定の有形文化財となった。
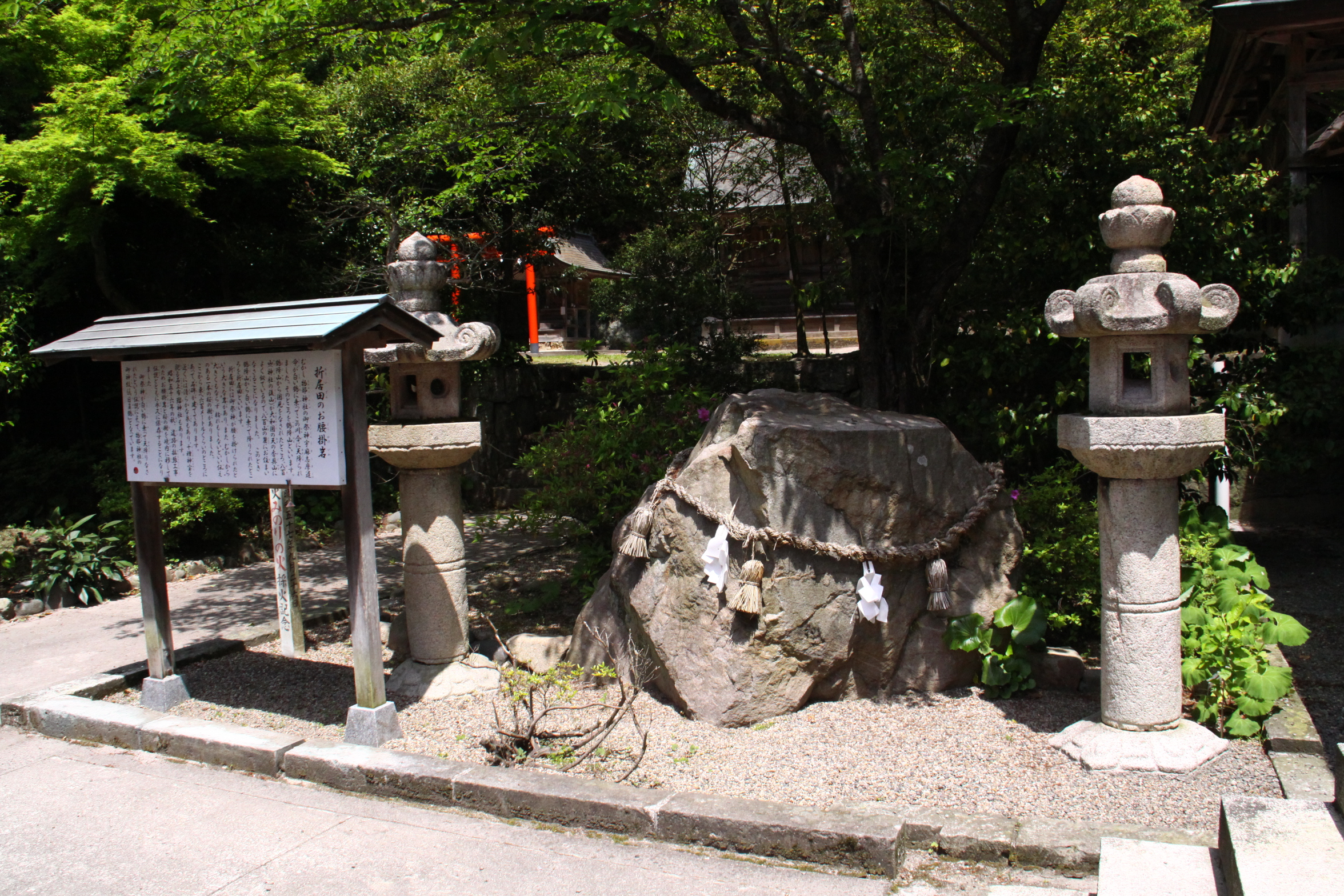
御腰掛岩 宇摩志麻遅命が天下った祭に腰掛けられたと伝えられる。昭和56年（1981年）道路拡張に伴い、本来あった折居田から保存のため境内に移された。
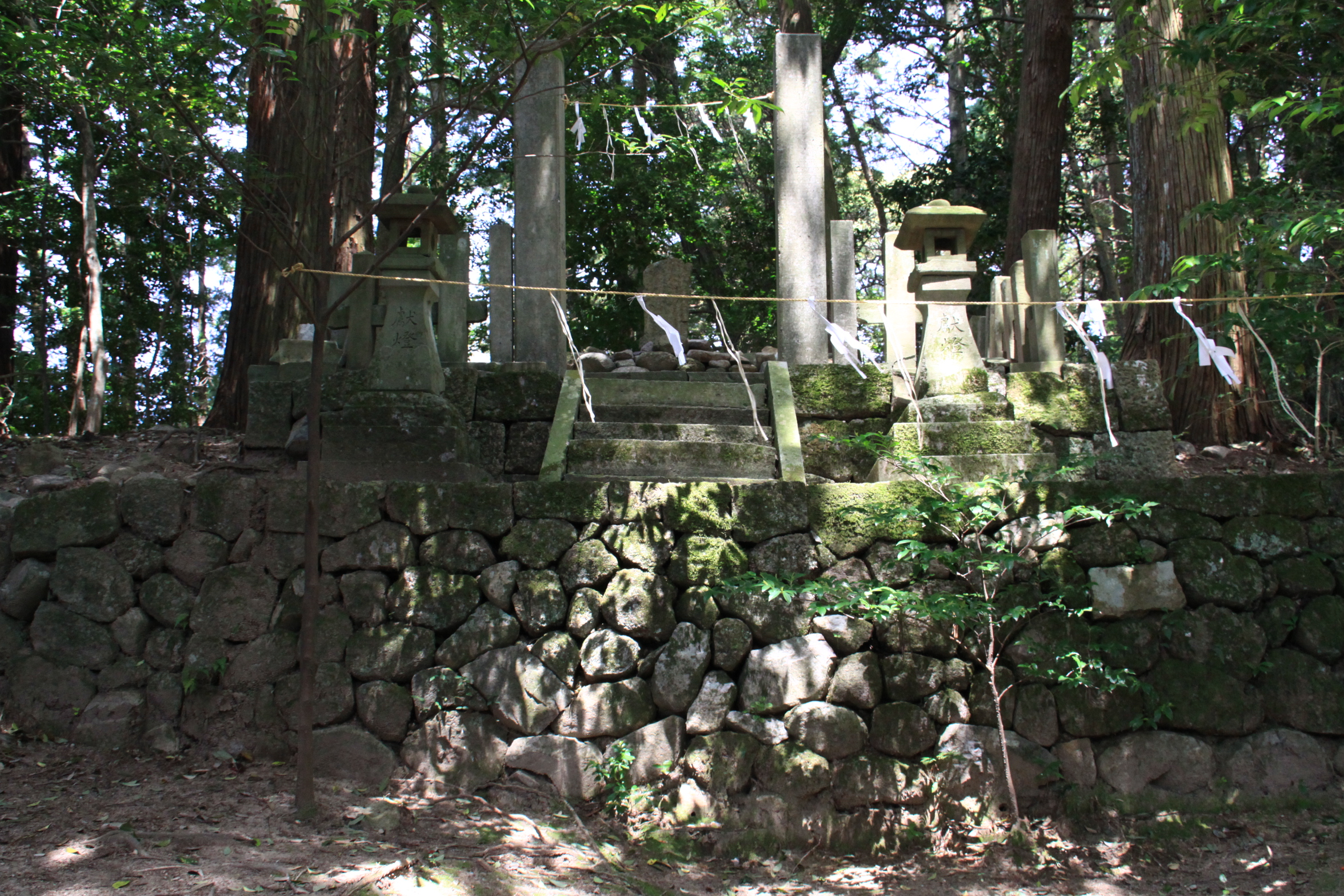
御神墓 八百山の山中にある古墳で宇摩志麻遅命の墓であると伝えられている。

## 摂末社

### 境内社
摂社

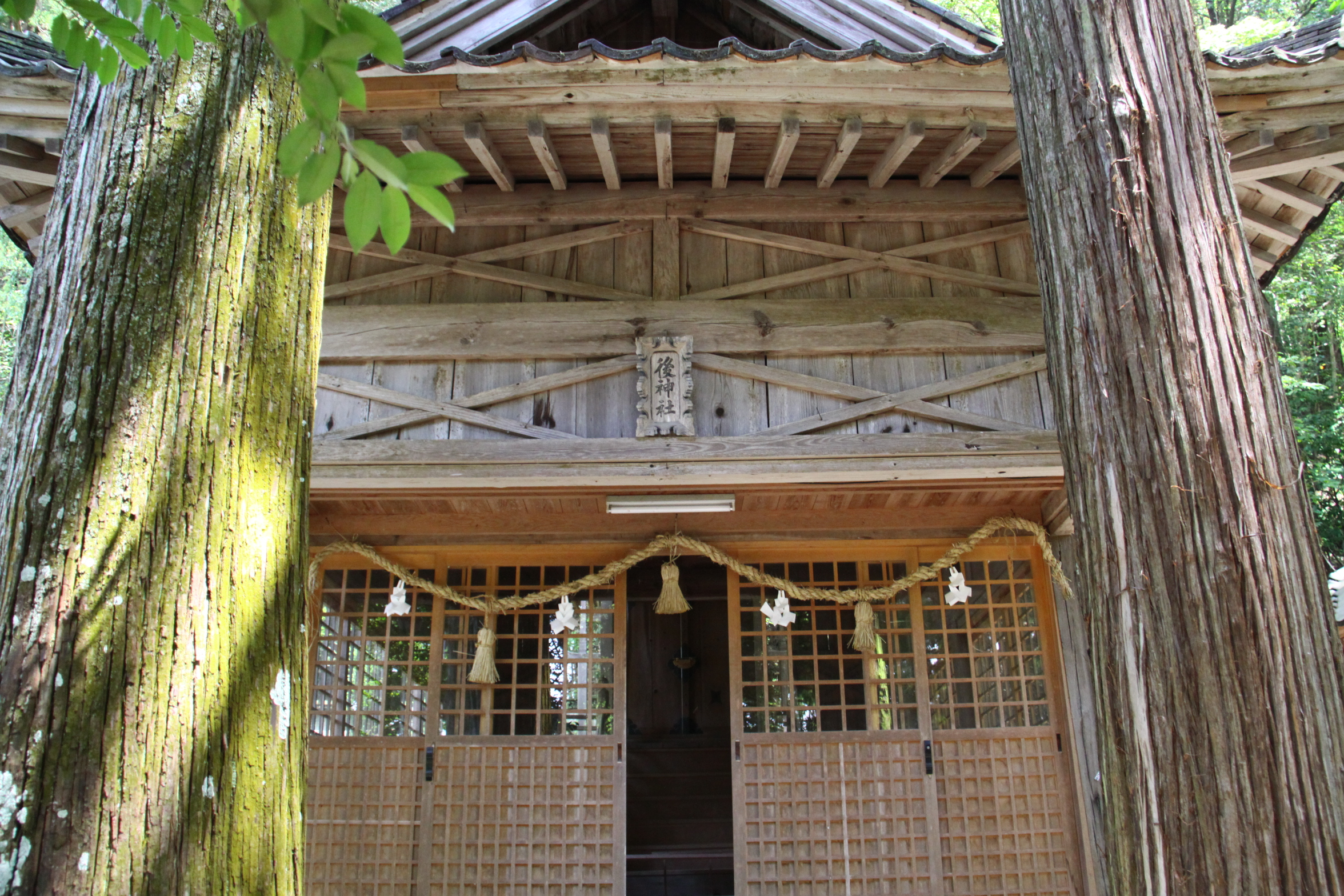
後神社
主祭神の妃神の師長姫命（しながひめのみこと）を祀る。

末社
神代七代社
東五社ともいう。神世七代の各神を祀る。
荒経霊社（あらふつみたましゃ）
須佐之男尊を祀る。
皇祖四代社
西五社ともいう。天忍穂耳尊、瓊瓊杵尊、彦火火出見尊、鵜葺草葺不合尊を祀る。
須賀見神社
主祭神の3代目の子孫で兄の六見宿禰命（むつみのすくねのみこと）を祀る。
乙見神社
六見宿禰命の弟の三見宿禰命（みつみのすくねのみこと）を祀る。
一瓶社（いっぺいしゃ）
佐比売山三瓶大明神を祀る。
柿本神社
柿本人麿朝臣を祀る。
菅原神社
菅原道真公を祀る。
稲荷神社
稲倉魂命を祀り、大穴牟遅命、大年神、大地主神（おおとこぬしのかみ）を合祀する。
粟島神社
少彦名命を祀る。
八重山神社
伊邪那美命、大山祇神、若布都主神（わかふつぬしのかみ）を祀る。農耕、牛馬の守護神とされる。

### 境外社
摂社
漢女神社（からめじんじゃ）
栲幡千千姫命、市杵島姫命、抓津姫命を祀る。
伊夜彦神社
天香具山命を祀る。旧社格は村社で、昭和45年（1945年）に摂社として併合された。

末社
郷原若宮神社
主祭神の長子である味饒田命（うましにぎたのみこと）を祀る。
中原若宮神社
味饒田命の弟の彦湯支命（ひこゆきのみこと）を祀る。もとは摂社だった。
新屋若宮神社
武諸隅命（物部武諸隅）を祀る。
川合神社
竹子命（物部竹子連）を祀る。
石上布留神社
十種神宝を祀る。
熊野神社
高倉下命と少彦名命を祀る。
一宮祖霊社
幽冥主宰大神（かくりよしらすおおかみ）、社家累代の祖霊などを祀る。

## 祭事
日程は特殊神事のある日のみ示す。
- 1月6日 矢道式
- 1月7日 若菜御贄神事、斧初式、奉射式
- 1月8日 宮廻式
- 1月15日 小豆御贄神事
- 2月3日 節分祭
- 4月14日 鎮花祭
- 7月1日 氷室御贄神事
- 7月19日 鎮火祭
- 7月20日 御田植祭、代掻式、御田植式
- 臨時 祈雨祭
- 9月1日 田面祭（新穀祭）
- 10月8日 馬場見式、例祭前夜祭
- 10月9日 暁天祭、例大祭
- 11月24日 鎮魂祭
- 12月9日 造酒神事（忌籠神事）
- 12月19日 庭火祭
- 12月31日 大祓式、除夜祭、御柱献供式

## 文化財
島根県の文化財より。

### 重要文化財（国指定）
- 太刀 銘了戒 - 明治42年（1909年）指定

### その他
島根県指定有形文化財
太刀 銘雲生 - 昭和34年（1959年）指定
本殿 - 昭和45年（1970年）指定
大田市指定有形文化財
刀 銘平長吉 - 昭和46年（1971年）指定
刀 銘政俊 - 昭和48年（1973年）指定
パーソロン像
和田共弘が当神社と縁があり奉納された。

## 現地情報
所在地
島根県大田市川合町川合1545
交通アクセス
JR西日本山陰本線大田市駅より、石見交通バス三瓶線にて物部神社前バス停下車、または粕渕線にて川合バス停下車徒歩1分。